# 24249 Боббіолсон
24249 Боббіолсон (24249 Bobbiolson) — астероїд головного поясу.
Тіссеранів параметр щодо Юпітера — 3,491.